# Ana de Laval
Ana de Laval (em francês:  Anne; Vitré, 23 de setembro de 1505 – Craon, 1554) foi princesa de Tarento e baronesa herdeira de Laz por nascimento, além de pretendente ao trono de Nápoles. Ela foi ainda viscondessa de Thouars, senhora de La Tréimolle e princesa de Talmont como esposa de Francisco II de La Trémoille.

## Família
Ana foi a segunda filha, quinta e última criança nascida do conde Guido XVI de Laval (nascido Nicolas) e da princesa Carlota de Nápoles, sua primeira esposa. O casamento dos pais foi arranjado pela prima de Guido, Ana, Duquesa da Bretanha.
Os seus avós paternos eram João de Laval e Joana de Pérrier. Os seus avós maternos eram o rei Frederico I de Nápoles (também numerado como Fernando IV), e sua primeira esposa, Ana de Saboia.
Ana descendia do rei Carlos VI de França e de sua esposa Isabel da Baviera, tanto pela linhagem paterna quanto pela materna. Além disso, era tataraneta materna do rei Fernando I de Aragão através de uma linhagem ilegítima.
Ela teve quatro irmãos mais velhos: Guido e Luís que morreram jovens; Francisco, que morreu na Batalha de Bicocca, parte da Guerra Italiana de 1521–1526, e Catarina, primeira esposa de Cláudio I de Reuix, conde de Harcourt.
Pelo segundo casamento do pai com Ana de Montmorency, irmã do marechal Anne de Montmorency, ela teve quatro meio-irmãos: Renato, que morreu jovem; Cláudio, sucessor do condado do avô como Guido XVII, marido de Cláudia de Foix  Margarida, senhora de Pérrier, esposa de Luís V de Rohan, Senhor de Guémené, e Ana, herdeira baronesa de Acquigny, esposa de Luís de Silly, Senhor de La Roche-Guyon.
Pelo terceiro e último casamento do pai com Antonieta de Daillon, teve mais três meio-irmãos: Franciso e Luísa que morreram jovens, e Carlota, primeira esposa de Gaspar II de Coligny, almirante e líder huguenote durante as Guerras religiosas na França.

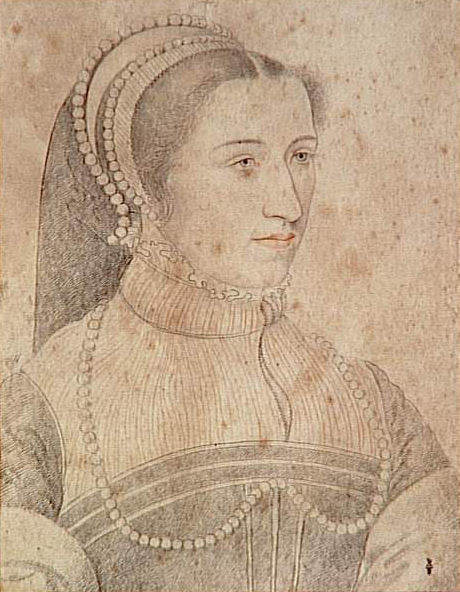
A sobrinha de Ana, Guyone, também chamada de Renata.

Alguns dos sobrinhos mais famosos de Ana eram: a filha de Catarina, a condessa Guyone de Laval, nascida Renata de Rieux, que é apontada, junto a Gaspar II de Coligny, Luís I de Bourbon-Condé e Francisco de Coligny d'Andelot, como os responsáveis pela Surpresa de Meaux, um plano para capturar o rei Carlos IX de França que acabou em fracasso, porém, que serviu de estopim para a segunda guerra religiosa na França; Antônio de Silly, filho de Ana, um soldado e cortesão de Henrique III de França, que também participou da guerra religiosa; os filhos de Carlota, Luísa de Coligny, esposa de Guilherme I, Príncipe de Orange, e, portanto, bisavó paterna de Guilherme III de Inglaterra, e Francisco de Coligny, um soldado dedicado, responsável pela derrota de Carlos de Guise, Duque de Mayenne no início da guerra da Liga Católica no reinado de Henrique III, além de ter se distinguido da Batalha de Arques, em 1589, quando sua chegada com 500 arcabuzes permitiu a vitória do rei Henrique IV.

## Biografia
Como Ana era a única filha de Carlota que deixou herdeiros, ela continuou a reinvindicação da família ao trono de Nápoles, através de seu avô, Frederico, que foi deposto em 1501, e sucedido pelo rei Luís XIII de França.

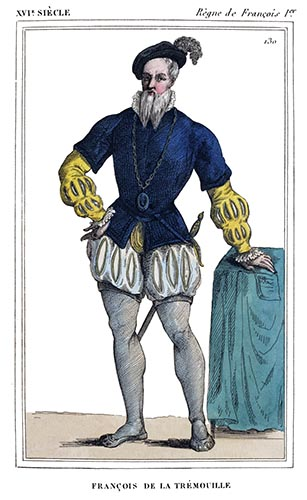
Representação do século XIX de Francisco II de La Trémoille.

No dia 23 de janeiro de 1521, quanto tinha 15 anos, a baronesa Ana se casou com Francisco II de La Trémoille, o visconde de Thouars, que tinha por volta da mesma idade que ela. O visconde era filho de Carlos I de La Trémoille, príncipe de Talmont e de Montagne e de Luísa de Coëtivy, condessa de Taillebourg. O casamento não apenas trouxe à família de La Trémoille o condado de Laval e a reivindicação ao trono napolitano, mas também o direito à posição de Prince étranger na corte francesa.
No contrato de casamento, Ana recebeu a quantia de 3.000 livre tournois.
Sabe-se que Ana se correspondia com a família pois há evidência de uma carta enviada pela condessa de Laval, Cláudia, esposa do meio-irmão de Ana, para ela, em que Cláudia mostra ser viciada em livros. Ao que parece, a família Laval valorizava muito a leitura.
O casal teve cinco filhos, três meninos e duas meninas. Francisco faleceu em 7 de janeiro de 1541, e Ana não se casou novamente.
É possível que Ana tivesse alguma influência pessoal na corte pois, em 1549, o procurador do rei de Château-Gontier implorou à viscondessa viúva que intercedesse com a coroa para o retorno de um imposto no valor de metade de 1.800 livres tournois, o qual ele considerava uma quantia exagerada em razão da pobreza da comuna de Craon. Contudo, não se sabe se ele obteve sucesso.
A viscondessa viúva faleceu em 1554, com aproximadamente 49 anos de idade, em Craon, e foi sepultada na Igreja de São Nicolau.

## Descendência
- Luís de La Trémoille, 1.º Duque de Thouars (1521 – 25 de março de 1577), foi marido de Joana de Montmorency, filha de Anne de Montmorency, com quem teve dois filhos;
- Luísa, Senhora de Rochefort, que foi casada com Filipe de Lévis, Senhor de Mirepoix;
- Jorge, Barão de Royan (c. 1530 – dezembro de 1584), foi marido de Madalena de Luxemburgo, Senhora d'Apremont;
- Cláudio, Barão de Noirmoutier (1535 – 1566)[10] foi casado com Antonieta de Maillé, com quem teve um filho;
- Jaqueline, Senhora de Marans (m. 1599), foi esposa de Luís de Beuil, Conde de Sancerre.